# سیمون گلدیل
سیمون گلدیل (انگلیسی: Simon Goldhill؛ زادهٔ ۱۷ مارس ۱۹۵۷) استاد دانشگاه اهل بریتانیا و از دانش‌آموختگان دانشگاه کمبریج است.
در سال ۲۰۰۹ وی به عنوان عضو آکادمی هنر و علوم آمریکا انتخاب شد. در سال ۲۰۱۰ او به عنوان استاد جان هاروارد در رشته علوم انسانی و علوم اجتماعی در کمبریج منصوب شد.
در سال ۲۰۱۶ او عضوآکادمی بریتانیا شد. وی عضو شورای تحقیقات شورای هنر و علوم انسانی، هیئت کنسرسیوم مراکز و مؤسسات علوم انسانی و رئیس موسسات اروپایی برای مطالعه پیشرفته (NetIAS) است.